# Повіт Сіраой
Пові́т Сірао́й (яп. 白老郡, しらおいぐん, МФА: [ɕiɾaoi̯ guɴ]) — повіт в Японії, в окрузі Ібурі префектури Хоккайдо.